# Gogo (majordomus)
Gogo také Gogon (6. století - 581) byl franský šlechtic a majordomus královského paláce v Austrasii. Od roku 576 až do své smrti byl učitelem a spolu s Brunhildou regentem nedospělého krále Childeberta II.
V roce 565 se stal velmi vlivným členem královského dvora Sigeberta I. Byl královým vyslancem v Toledu, aby přivedl vizigótskou princeznu Brunhildu, Sigebertovu snoubenku. Když byl Sigebert zavražděn, pravděpodobně na žádost Brunhildy převzal regentství za nedospělého Childeberta II.
Dochoval se dopis s určitým zabarvením starověké rétoriky psaný Gogonem, kterým však nelze zdrojovat žádnou historickou událost. Dopis není datovaný a ani necituje žádného krále, kterému Gogo sloužil. Tradičně se připisuje k roku 581, kdy byl sepsán jménem Childeberta furlanskému vévodovi Grasulfovi. Alternativní řešení navrhl historik Walter Goffart, který předpokládá, že dopis byl Gogonem sepsán v letech 571–572 v době Sigebertova uzavření spojenectví s Konstantinopolí. Dopis je součástí sbírky Austrasian Letters, která se dochovala v jediném rukopisu z 9. století, sepsaném v opatství Lorsch.